# Chamaedorea woodsoniana
Chamaedorea woodsoniana är en enhjärtbladig växtart som beskrevs av Liberty Hyde Bailey. Chamaedorea woodsoniana ingår i släktet Chamaedorea och familjen Arecaceae. Inga underarter finns listade i Catalogue of Life.